# Eupithecia infelix
Eupithecia infelix là một loài bướm đêm trong họ Geometridae.

## Hình ảnh

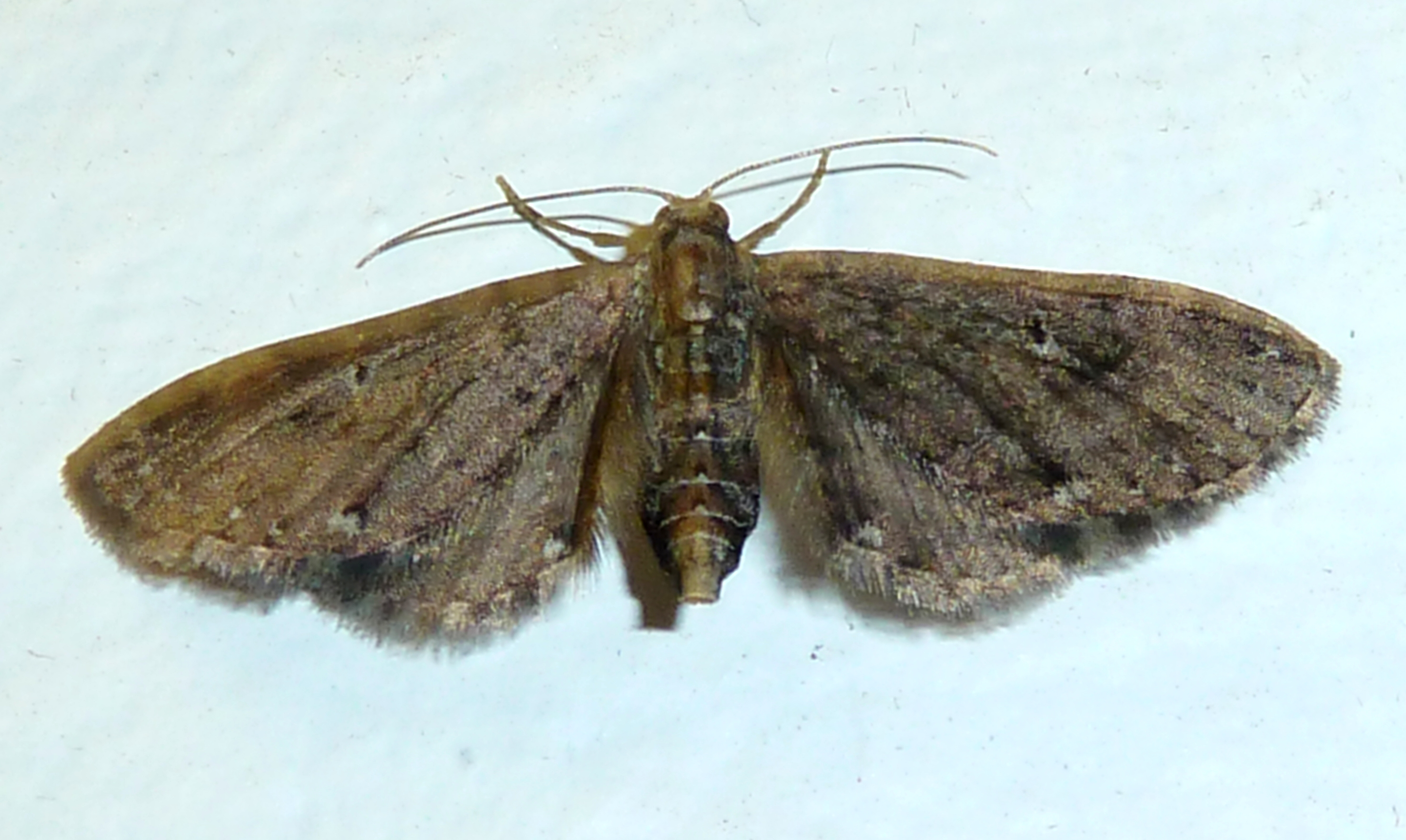
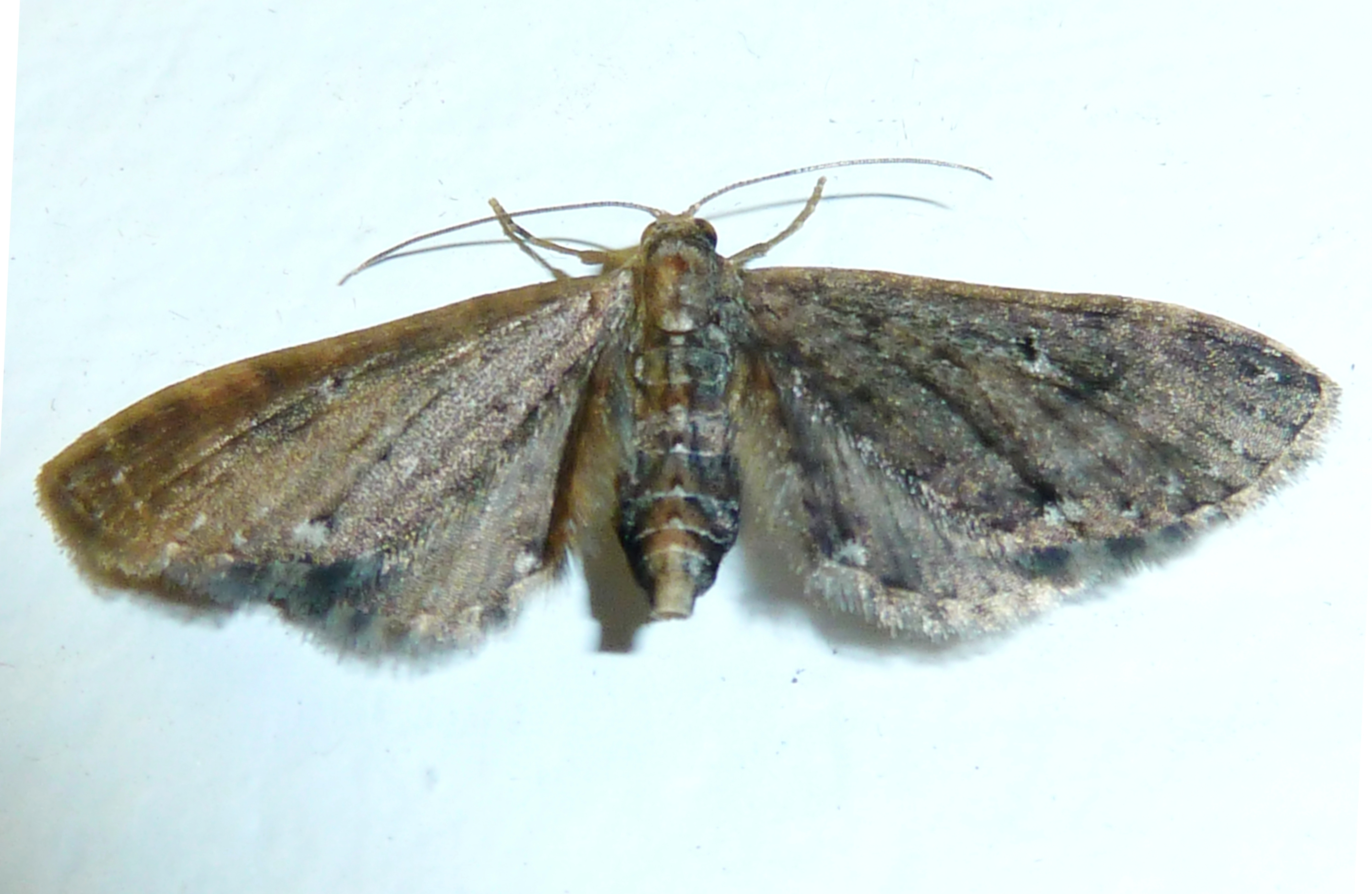